# Йегрос Эстигаррибия, Сельсо
Сельсо Йегрос Эстигаррибия (исп. Celso Yegros Estigarribia, 11 июля 1935 года, Ибикуи, Парагвай — 24 июня 1982 года, Итаугуа, Парагвай — 6 апреля 2013 года, Карапегуа, Парагвай) — католический прелат, второй епископ Карапегуа с 6 апреля 1983 года по 10 июля 2010 года.

## Биография
Родился 11 июля 1935 года в населённом пункте Итаугуа, Парагвай. Изучал теологию и философию в Высшей духовной семинарии в Кордове, Аргентина. 18 декабря 1960 года был рукоположен в священника. Служил викарием в Сан-Лоренцо и кафедральном соборе Асунсьона. 
6 апреля 1983 года Римский папа Иоанн Павел II назначил Сельсо Йегроса Эстигаррибия епископом Карапегуа. 29 мая 1983 года состоялось рукоположение в епископа, которое совершил архиепископ Асунсьона Исмаэль Блас Ролон Сильверо в сослужении с титулярным епископом Утиммиры Хорхе Адольфо Карлосом Ливьересом Банксом и епископом Епархия Сан-Хуан-Баутиста-де-лас-Мисьонеса Карлосом Мильсиадесом Вильяльбой Акино.
10 июля 2010 года подал в отставку. Скончался 6 апреля 2013 года в городе Карапегуа.